# ジョゼフ＝ニコラ＝パンクラス・ロワイエ
ジョゼフ＝ニコラ＝パンクラス・ロワイエ（Joseph-Nicolas-Pancrace Royer, 1705年頃 - 1755年1月11日）はフランスのバロック音楽の作曲家、クラヴサン奏者。
サヴォイア公国（現在のイタリア・ピエモンテ州）のトリノに生まれ、1725年にパリへ移住。1734年にmaître de musique des enfants de Franceすなわちルイ15世の子供たちの音楽教師に任命される。1748年から、ヴァイオリニストのジャン＝ジョゼフ・ド・モンドンヴィルと共に、コンセール・スピリチュエルを指導。1730年代と1750年代を通じて、パリ・オペラにて6作のオペラを作曲。その中では、バレエ《グレナダの女王ザイード Héroïque Zaïde, reine de Grenade》が最も有名である。1753年、栄誉ある王室音楽監督を拝命。同年、王立歌劇場管弦楽団の監督に任命された。パリで死去。

## 作品
- Pyrrhus （1730年）
- Zaïde, reine de Grenade （1739年）
- Le pouvoir de l'amour （1743年）
- Prométhée et Pandore（1743年）
- Pièces De Clavecin（1746年）

特に第14番La Marche des Scythes（スキタイ人の行進）は華やかな技巧により人気が高く、今日なお演奏される機会が少なくない。
- Almasis （1748年）
- Myrtil et Zélie （1750年）